# 東馬采爾峰

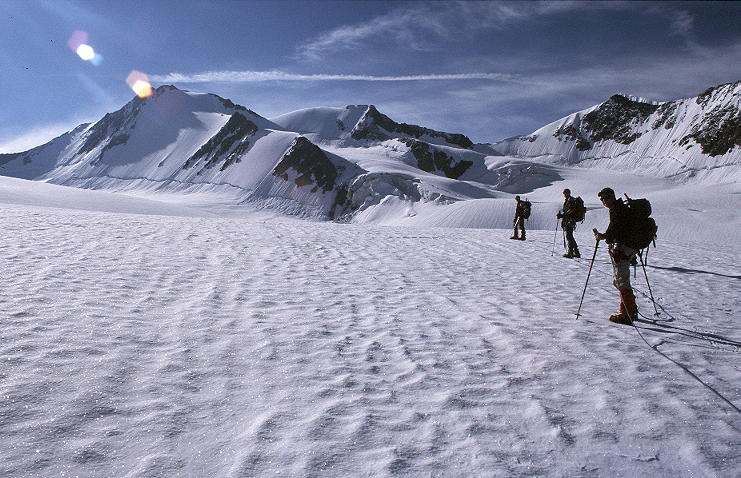

46°46′17″N 10°54′40″E / 46.771311°N 10.911241°E
東馬采爾峰（德語：Östliche Marzellspitze），是中歐的山峰，位於奧地利和意大利接壤的邊境，屬於厄茨塔尔山的一部分，距離後施韋策山0.2公里，海拔高度3,550米，人類在1872年7月24日首次登頂。